# Skin o' My Teeth
«Skin O' My Teeth» es el tercer sencillo del álbum Countdown to Extinction del grupo de thrash metal Megadeth. La canción fue tocada en That One Night: Live in Buenos Aires pero no en el DVD. La canción hace referencia a la obra de teatro de Thornton Wilder The Skin Of Our Teeth.
La canción aparece en la compilación del 2005 Greatest Hits: Back to the Start
Es la canción más rápida del álbum con 196 BPM.

## Versión
El banda finlandesa de death metal melódico Kalmah posee una versión en su álbum They Will Return.
- Datos: Q2663729